# بشير المجالي
بشير فلاح المجالي (3 فبراير، 1960، محافظة الكرك)، فريق عسكري وسياسي أردني.
شغل العديد من المناصب السياسية والعسكرية في الأردن. تخرج من كلية العلوم الشرطية عام 1972 والتحق بجهاز الأمن العام عام 1973. عمل المجالي مدير إدارة الدوريات الخارجية، ومحاضر في أكاديمية الشرطة الملكية، ومدير شرطة محافظة معان ومدير شرطة محافظة البلقاء ومدير شرطة محافظة العاصمة عمان، ثم أصبح مساعد مدير الأمن العام للبحث الجنائي، ثم مدير المكتب العربي لشؤون المخدرات. قام بتمثيل الأردن في المكتب الدولي للانتربول. كان عضوا في مجلس وزراء الداخلية العرب. تم ترفيعه إلى رتبة فريق ثم إحالته إلى التقاعد بإرادة ملكية سامية في 9-10-2011 وذلك بعد خدمة حافلة بالعطاء استمرت لمدة اربعين عاما في جهاز الأمن العام. حصل الفريق المجالي خلال مسيرته العسكرية على العديد من الشارات والأوسمة. يعد الفريق بشير المجالي المؤسس الأول في إدارة الأمن الوقائي، وأيضا يعد الرجل الأول في مجال التحقيق.
لقب المجالي ب"أسد ١" وهو الاسم الخاص بمدير شرطة العاصمة عمان، وذلك لأن المجالي هو صاحب أطول فترة يتولاها شخص في إدارة شرطة العاصمة، وكان المجالي آخر مدير لشرطة العاصمة عمان قبل أن تتحول إلى مديريات العاصمة والضواحي وثم قيادة اقليم. 

## المناصب
شغل المجالي عدة مناصب أبرزها:
1. مدير إدارة الدوريات الخارجية
2. مدير شرطة محافظة معان
3. مدير شرطة محافظة البلقاء
4. مدير شرطة العاصمة عمان
5. مساعد مدير الأمن العام للبحث الجنائي
6. مدير المكتب العربي لشؤون المخدرات لعدة دورات
7. ممثل الأردن في المكتب الدولي للانتربول
8. عضو في مجلس وزراء الداخلية العرب.

## الأوسمة
منح العديد من الأوسمة والشارات منها:
1. وسام النهضة من الدرجة الثانية
2. وسام الاستقلال من الدرجة الثانية
3. وسام الكوكب من الدرجة الثانية
4. وسام الاستحقاق العسكري من الدرجة الثانية
5. وسام الاستقلال من الدرجة الأولى
6. شارة تقدير الخدمة المخلصة
7. شارة الكفاءة التدريبية
8. شارة الكفاءة القيادية
9. شارة قمة الوفاق والاتفاق
10. شارة الكفاءة الفنية والإدارية
11. ميدالية الخدمة المخلصة.